# Ирга
Ирга́ (лат. Amelánchier) — род растений семейства розовые (Rosaceae), листопадный кустарник или небольшое дерево. 

## Название
Научное название рода, Amelanchier, по-видимому, образовано от провансальского слова amelanche, «указывающего на медовый вкус плодов». По мнению Н. Н. Кадена и Н. Н. Терентьевой, amelanchier (читается амелянчиер) — это провансальское название растения, произошло от amelanche — названия плодов одного из видов ирги, ирги круглолистной (Amelanchier ovalis Medik.). Слову приписывается кельтское происхождение. 
Слову «ирга» приписывается происхождение из монгольских языков (монг. irgai, калм. jarɣä) в значении «кустарник с очень твёрдой древесиной». Растение также известно как Кори́нка, иногда используются названия Кари́нка, Каринка пурпурная и Бишмула. 

## Ботаническое описание

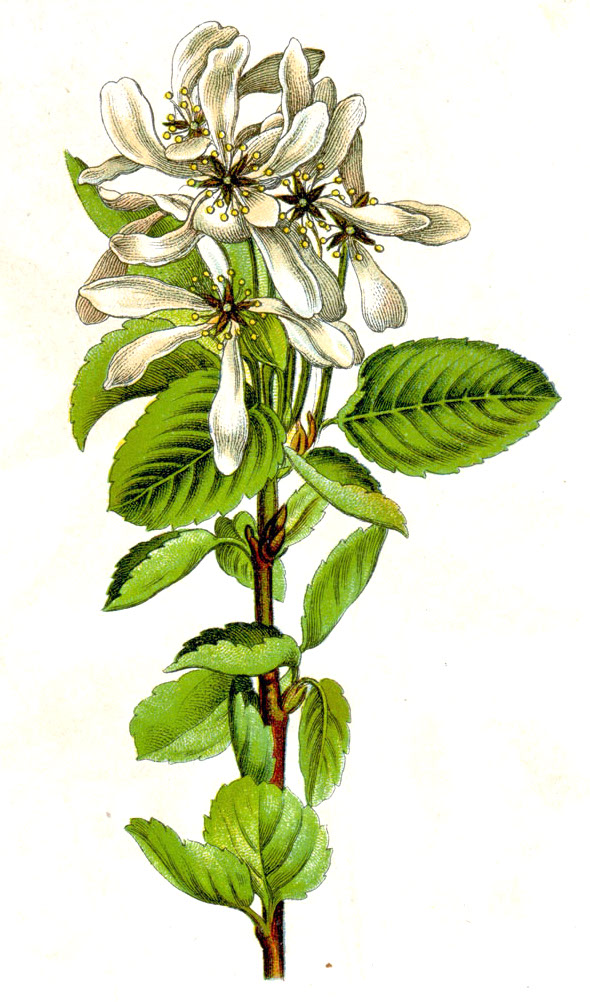
Ирга круглолистная.

Листья простые, округлые или овальные, на черешках, мелко- или крупнозубчатые по краю, сверху тёмно-зелёные, снизу бледно-зелёные, осенью жёлто-красные или тёмно-красные.
Цветки многочисленные, белые или кремовые, собраны в щитковидные кисти на концах побегов. Завязь нижняя. Пестик один. Особенно обильное цветение и плодоношение бывает на верхушечных побегах прошлого года.
Плод — яблоко, синевато-чёрное или красновато-фиолетовое, с сизым налётом, диаметром до 10 мм, съедобное, сладкое, в средней полосе России созревает в июле — августе.
Плоды содержат до 12 % сахаров, около 1 % кислот, 0,5 % дубильных веществ, 3.6~16 мг/100г аскорбиновой кислоты, каротин, красящие вещества — антоцианы (антиоксиданты).

## Распространение и экология
Виды ирги произрастают в умеренном поясе Северного полушария: Северная Америка, Северная Африка, Центральная и Южная Европа, Кавказ, Крым, Япония. Существует несколько гибридных форм.
Легко приспосабливаясь к условиям, широко расходится по миру, в том числе и в России. Нередко встречается одичавшей. Семена распространяются птицами.

## Хозяйственное значение и использование

### В садоводстве
В качестве плодового растения ирга известна в Европе с XVI века. Сначала её возделывали в Англии, затем в Голландии. Ягоды шли на изготовление вина, напоминающего кагор. В XIX веке были осуществлены первые промышленные посадки в США и Канаде. Ирга там очень популярна и по сей день и культивируется как в приусадебных, так и в коммерческих садах. Центром селекционной работы на протяжении последних 60 лет является Канада, где получены сорта: «Альтаглоу» с плодами белого цвета, крупноплодный «Форестбург», ароматный «Пембина», «Смоуки». Хорошо зарекомендовали себя зимостойкие и сладкие: «Мунлейк», «Нельсон», «Старджион», «Слейт», «Регент», «Хонивуд». В России все эти сорта встречаются редко. Сравнительно недавно появился канадский сорт ирги Тиссен, с очень крупными ягодами. Размножают иргу посевом семян, черенкованием, корневой порослью и делением куста. Разрастание кустов идёт за счет корневых отпрысков.
Обильное цветение, декоративные плоды, изысканная осенняя окраска листьев, нетребовательность к почвам, засухоустойчивость, скороплодность, быстрый рост, зимостойкость, ежегодное плодоношение — всё это делает иргу очень привлекательным растением для садовода.
Легко переносит стрижку, имея 15—20 и более ростовых побегов.
В северных районах России является одним из надёжных и выносливых подвоев для карликовых груш и яблонь.
Плоды употребляются в пищу свежими, перерабатываются на варенье, пастилу, желе, вино. Сухие плоды — составная часть компотов и киселей из сухофруктов, придающая им красивую окраску.

### В медицине
Обилие витамина Р позволяет рекомендовать плоды ирги и соки из них пожилым людям для укрепления стенок сосудов и повышения их эластичности, предупреждения инфаркта миокарда и варикозного расширения вен.
Плоды ирги — хорошее поливитаминное средство, их применяют для лечения гипо- и авитаминозов.
Ирга нормализует сон и укрепляет организм.
Применение настойки цветков ирги нормализует работу сердца и снижает кровяное давление.
В народной медицине сок из плодов ирги используется для полоскания горла при ангинах, воспалении полости рта, отвары коры и листьев ирги — как вяжущее и обволакивающее средство. Сок свежих плодов обладает вяжущими свойствами и используется как лечебный напиток при расстройствах кишечника.

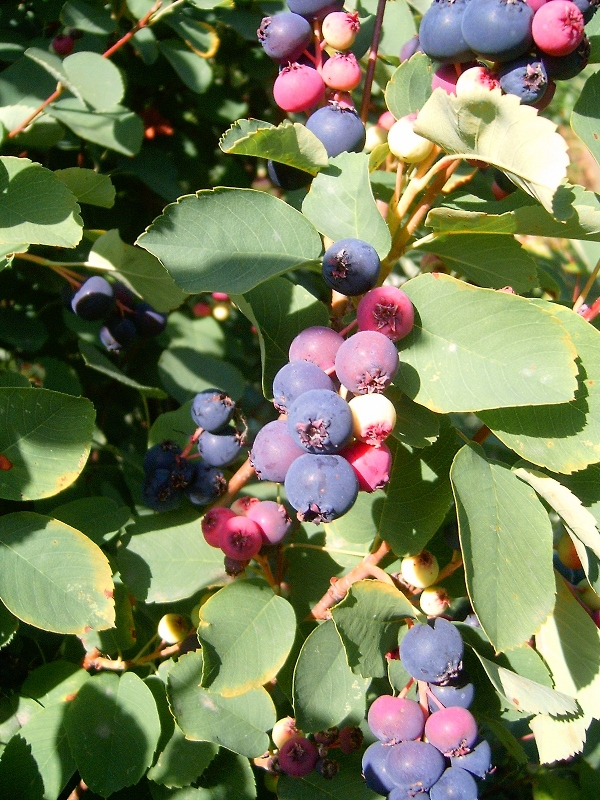
Ягоды ирги.
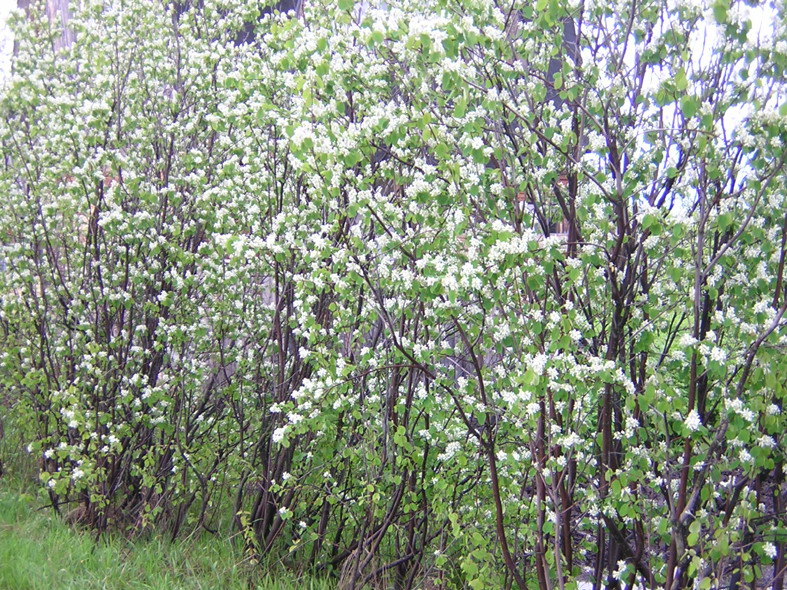
Ирга канадская. Цветение
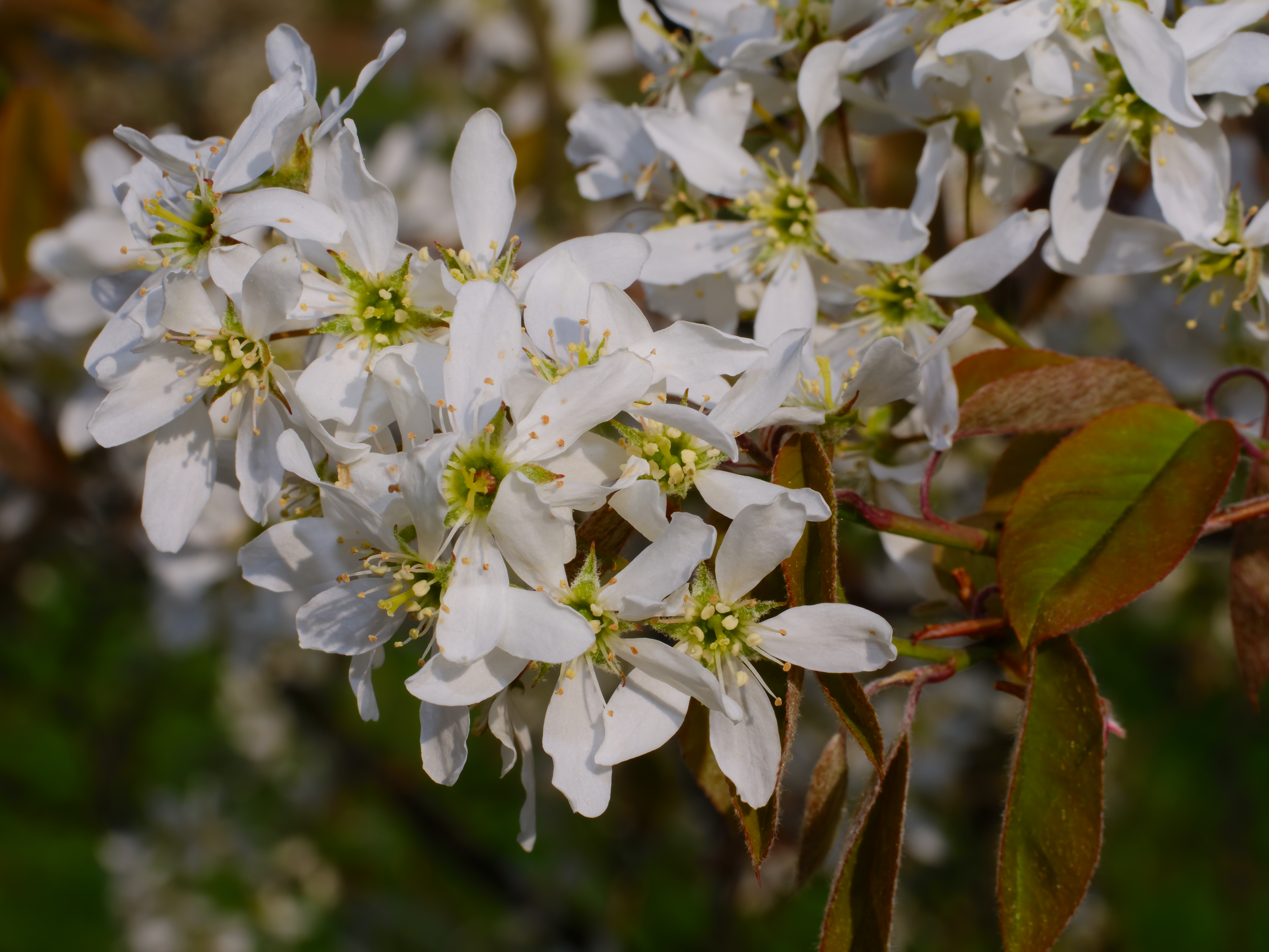
Amelanchier lamarckii, цветки
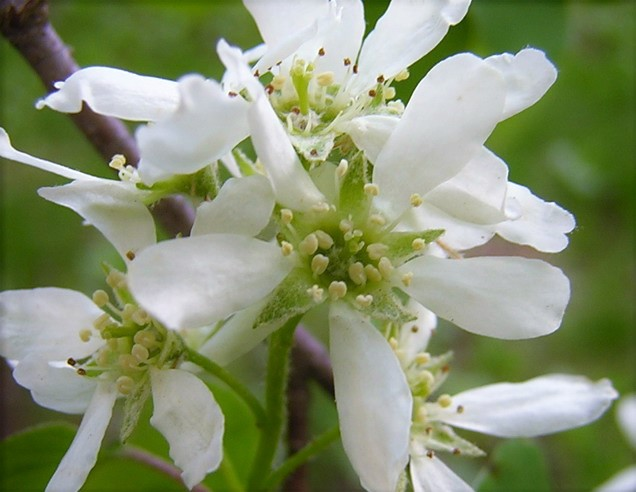
Ирга канадская, цветок
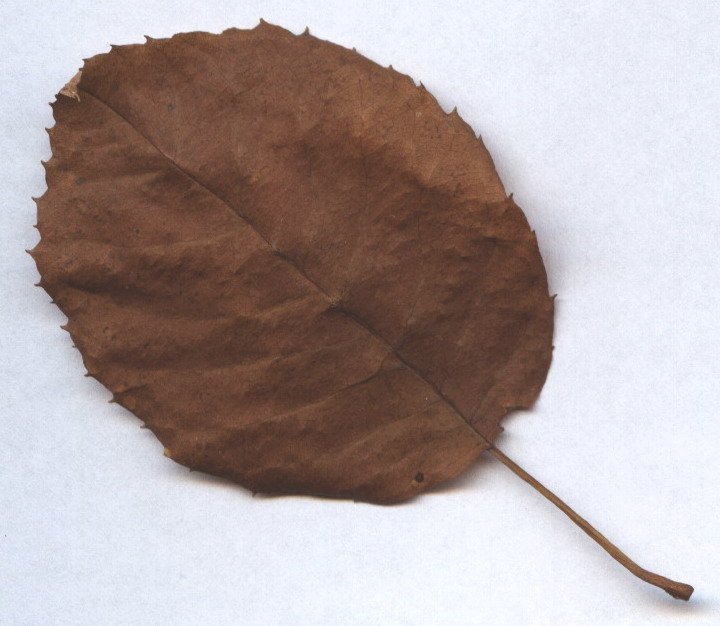
Ирга канадская, лист в осенней окраске

## Классификация

### Таксономическое положение
- Amelanchier Medik., 1789, Philos. Bot. 1: 155

Род Ирга включается в семейство Розовые (Rosaceae) порядка Розоцветные (Rosales), последовательно входящего в более крупные клады Фабиды → Розиды → Суперрозиды → Эвдикоты → Цветковые растения. Таксономическая схема в соответствии с Системой APG IV по состоянию на июнь 2024 года:
|  |                          |  |                                   |                                   |                   |  | еще 8 семейств |               |               |                                                            |
|  |                          |  |                                   |                                   |                   |  |                |               |               | 28 подтвержденных видов и 73 вида, ожидающих подтверждения |
|  |                          |  |                                   | порядок Розоцветные               |                   |  |                |               | род Ирга      |                                                            |
|  |                          |  |                                   | порядок Розоцветные               |                   |  |                |               | род Ирга      |                                                            |
|  | клада Цветковые растения |  |                                   |                                   | семейство Розовые |  |                |               |               |                                                            |
|  | клада Цветковые растения |  |                                   |                                   |                   |  |                |               |               |                                                            |
|  |                          |  | ещё 63 порядка цветковых растений | ещё 63 порядка цветковых растений |                   |  |                | еще 116 родов | еще 116 родов |                                                            |
|  |                          |  |                                   | ещё 63 порядка цветковых растений |                   |  |                |               | еще 116 родов |                                                            |

## Виды
- Amelanchier × intermedia Spach
- Amelanchier × neglecta Eggl. ex K.R.Cushman, M.B.Burgess, E.T.Doucette & C.S.Campb.
- Amelanchier alnifolia (Nutt.) Nutt. ex M.Roem., 1847 — Ирга ольхолистная
- Amelanchier amabilis Wiegand
- Amelanchier arborea (F.Michx.) Fernald
- Amelanchier asiatica (Siebold & Zucc.) Endl. ex Walp., 1843 — Ирга азиатская
- Amelanchier bartramiana (Tausch) M.Roem.
- Amelanchier canadensis (L.) Medik., 1793 — Ирга канадская
- Amelanchier cretica (Willd.) DC.
- Amelanchier cusickii Fernald
- Amelanchier fernaldii Wiegand
- Amelanchier gaspensis (Wiegand) Fernald & Weatherby
- Amelanchier humilis Wiegand
- Amelanchier interior E.L.Nielsen
- Amelanchier laevis Wiegand
- Amelanchier lamarckii F.G.Schroed., 1968 — Ирга Ламарка
- Amelanchier nantucketensis E.P.Bicknell
- Amelanchier obovalis (Michx.) Ashe
- Amelanchier ovalis Medik., 1793 typus[1] — Ирга круглолистная
- Amelanchier pallida Greene
- Amelanchier parviflora Boiss.
- Amelanchier quinti-martii Louis-Marie
- Amelanchier sanguinea (Pursh) DC.
- Amelanchier sinica (C.K.Schneid.) Chun
- Amelanchier spicata (Lam.) K.Koch, 1869 — Ирга колосистая
- Amelanchier stolonifera Wiegand
- Amelanchier turkestanica Litv.
- Amelanchier utahensis Koehne

## Гибридные роды с участием представителей рода Ирга
- ×Amelasorbus — Амеласорбус (= Sorbus × Amelanchier)